# Hissène Habré
Hissène Habré (tiếng Ả Rập Chadia: حسين حبري  [hiˈsɛn ˈhabre]; sinh ngày 13 tháng 8 năm 1942 - mất ngày 24 tháng 8 năm 2021), cũng ghi là Hissen Habré, là lãnh đạo của Chad từ năm 1982 cho đến khi ông bị lật đổ vào năm 1990.
Ông đã được đưa đến nắm quyền lực với sự hỗ trợ của Pháp và Hoa Kỳ, những nước cung cấp đào tạo, vũ khí và tài chính.
Trong tháng 5 năm 2016, ông bị kết tội vi phạm nhân quyền, trong đó có hiếp dâm, nô lệ tình dục, và ra lệnh giết 40.000 người, và bị kết án tù chung thân.

## Tiểu sử
Habré sinh năm 1942 Faya-Largeau, miền bắc Tchad, lúc đó còn là thuộc địa của Pháp. Ông được sinh ra trong một gia đình làm nghề chăn nuôi gia súc. Ông là thành viên nhánh Anakaza của bộ tộc Daza, nhánh này là một nhánh của người Toubou. Sau khi học tiểu học, ông đã làm việc cho chính quyền thực dân Pháp, nơi ông đã gây ấn tượng với cấp trên của mình và đã được cấp học bổng du học tại Pháp, tại Viện Nghiên cứu Đại học ở Paris. Ông đã tốt nghiệp bằng đại học về khoa học chính trị ở Paris, và trở lại Chad vào năm 1971. Ông có nhiều bằng cấp khác nữa và cũng có học vị tiến sĩ từ viện này. Sau một khoảng thời gian ngắn làm cho chính phủ với chức phó quận trưởng, ông tới Tripoli và gia nhập Mặt trận Giải phóng Quốc gia Chad (FROLINAT) nơi ông trở thành chỉ huy trong Quân giải phóng Thứ nhì của FROLINAT cùng với Goukouni Oueddei. Sau khi Abba Siddick nắm giữ chức lãnh đạo của FROLINAT, Quân đội Giải phóng Đệ nhị, lần đầu tiên dưới sự chỉ huy của Oueddei của và sau đó theo của Habré, tách ra từ FROLINAT và trở thành Hội đồng Tư lệnh các lực lượng vũ trang của miền Bắc (CCFAN). Năm 1976 Oueddei và Habré tranh cãi nhau và Habré chia Các lực lượng vũ trang của miền Bắc (Forces Armées du Nord hay FAN) mới được tách ra từ những người theo Goukouni và chọn tên gọi Các lực lượng vũ trang nhân dân (Force Armées Populaires hay FAP). Cả FAP và FAN hoạt động ở cực bắc của Chad, thu nhận các chiến binh của họ từ những người du mục Toubou.
Forces Armées Populaires or FAP
Habré đầu tiên thu hút sự chú ý của quốc tế khi một nhóm dưới sự chỉ huy của ông đã tấn công thị trấn Bardaï trong Tibesti, vào ngày 21 tháng 4 năm 1974, và đã bắt ba người châu Âu làm con tin, với ý định đòi tiền chuộc những con tin này lấy tiền và vũ khí. Những người bị bắt là một bác sĩ người Đức, bác sĩ Christoph Staewen (có vợ là Elfriede đã bị giết chết trong cuộc tấn công), và hai công dân Pháp, Françoise Claustre, một nhà khảo cổ, và Marc Combe, một nhân viên phát triển. Staewen được thả vào ngày 11 tháng 6 năm 1974 sau khi đã nhận khoản tiền khá lớn của các quan chức Tây Đức. Combe trốn thoát vào năm 1975, nhưng bất chấp sự can thiệp của Chính phủ Pháp, Claustre (có chồng là một quan chức cấp cao của chính phủ Pháp) là không được thả cho đến ngày 01 tháng 2 năm 1977. Habré chia tay với Oueddei, một phần trong vụ bắt con tin này (sau được gọi là "vụ Claustre" ở Pháp).
Ông qua đời vào ngày 24 tháng 8, 2021 hưởng thọ 79 tuổi, sau một trận chiến với COVID-19

## Vươn lên quyền lực
Trong tháng 8 năm 1978 Habré đã được bổ nhiệm chức Thủ tướng Chad như là một phần của một liên minh với Tướng Félix Malloum.:27:353 Tuy nhiên, liên minh chia sẻ quyền lực không kéo dài được lâu. Trong tháng 2 năm 1979, lực lượng Habré và quân đội quốc gia theo Malloum giao chiến ở N'Djamena. Cuộc chiến này trên thực tế đã đưa nước Chad vào tình trạng không có một chính phủ quốc gia. Nhiều quốc gia khác đã có nỗ lực giải quyết cuộc khủng hoảng, dẫn đến một chính phủ quốc gia mới trong tháng 11 năm 1979, trong đó Habré được bổ nhiệm làm Bộ trưởng Bộ Quốc phòng.:353 Tuy nhiên, giao tranh đã trở lại trong vòng một vài tuần. Trong tháng 12 năm 1980 Habré bị đẩy vào tình trạng lưu vong ở Sudan.:354 Năm 1982 ông đã tiếp tục chiến đấu chống chính phủ Chad. FAN đã giành được quyền kiểm soát N'Djamena ngày 7 tháng 6 và bổ nhiệm Habré làm nguyên thủ quốc gia.:30, 151